# Ensemble Théâtral Mobile
Pour les articles homonymes, voir ETM.
L’Ensemble théâtral mobile est une compagnie théâtrale belge, née après la fermeture du théâtre du Parvis et dirigée par Marc Liebens. Elle est également connue sous l'acronyme ETM.
Cette compagnie a joué un rôle majeur dans le mouvement du Jeune Théâtre belge. Sur le plan des auteurs, l’ETM a révélé Michèle Fabien et lui a valu un prix triennal du Théâtre ; il a mis en évidence des écrivains comme Jean Louvet et René Kalisky ; sur celui des comédiens il a offert une Ève du théâtre à Janine Patrick, Sylvie Milhaud et Patrick Descamps ; il a marqué de jeunes acteurs comme Nathalie Cornet. L’Ensemble théâtral mobile a influencé durablement toute une génération d’artistes.

## Genèse
L'Ensemble théâtral mobile est directement issu de l'aventure du théâtre du Parvis : après la disparition de celui-ci pour cause de non-reconduction de la convention qui le liait à la commune de Saint-Gilles, l'équipe du Parvis se trouve sans lieu de travail mais bien décidée à continuer sa pratique théâtrale. La filiation entre les deux compagnies est telle que le premier numéro des Cahiers théâtre Louvain, publié en 1975 à l'occasion de la création d'Une maison de poupée de Henrik Ibsen au Festival du jeune théâtre de Liège, indique : « L'Ensemble théâtral mobile (ex-Théâtre du Parvis) a déjà réalisé Vous vivrez comme des porcs, de John Arden, La farce des ténébreux, de Michel de Ghelderode, A bientôt M. Lang, de Jean Louvet, La double inconstance, de Marivaux, Le train du Bon Dieu, de Jean Louvet, Maison de poupée, d'Henrik Ibsen » alors que les trois premières pièces citées ont été créées par le Parvis et sont antérieures à la création de l'ETM.

## L'équipe
L'ETM reprend des piliers du Parvis ; le conseil d'administration de l'association comprend Marc Liebens, Janine Patrick et Yvon-Marie Wauters auxquels s'ajoutent Jean Louvet, un auteur qui a été joué au Parvis et qui a considérablement influencé sa pratique, et le couple de dramaturges Michèle et Jean-Marie Piemme. Le comptable du Parvis, Jean Crick, reste celui de l'ETM.
Pour les intervenants aux spectacles, les contrats sont généralement conclus par spectacle mais la majorité des intervenants travaille à plusieurs reprises avec Liebens qui fait principalement appel, dans un premier temps, à des artistes qui ont travaillé au Parvis.
| Nom                  | Au T.P. | À l'ETM | 1er contrat | Fonction                                                         |
| -------------------- | ------- | ------- | ----------- | ---------------------------------------------------------------- |
| Janine Patrick       | 6       | 8       | 1970        | Interprète                                                       |
| Catherine Bady       | 5       | 3       | 1970        | Interprète                                                       |
| Claude Koener        | 7       | 4       | 1970        | Interprète                                                       |
| Philippe van Kessel  | 6       | 2       | 1970        | Interprète                                                       |
| Nicole Hanot         | 3       | 6       | 1970        | Script, interprète, chorégraphe + administratrice de 1985 à 1991 |
| Jean-Luc Debattice   | 5       | 3       | 1972        | Interprète + musique                                             |
| Jacques Herbet       | 5       | 1       | 1972        | Son                                                              |
| Chantal Lempereur    | 2       | 3       | 1972        | Interprète                                                       |
| Guy Pion             | 1       | 3       | 1972        | Interprète                                                       |
| Claude Lemaire       | 2       | 5       | 1972        | Scénographie, costumes et/ou décor                               |
| Marie-Luce Bonfanti  | 2       | 2       | 1972        | Interprète                                                       |
| Stéphane Excoffier   |         | 2       | 1974        | Interprète                                                       |
| André Lenaerts       |         | 3       | 1975        | Interprète                                                       |
| Christian Léonard    |         | 3       | 1975        | Interprète                                                       |
| Michel Boermans      |         | 9       | 1978        | Régie, scénographie, décor, direction technique                  |
| Véronique Peynet     |         | 3       | 1978        | Interprète                                                       |
| Colette Huchard      |         | 4       | 1980        | costumière                                                       |
| Carmela Locantore    |         | 2       | 1980        | Interprète                                                       |
| Dominique Boissel    |         | 6       | 1980        | Interprète                                                       |
| Estelle Marion       |         | 2       | 1980        | Interprète                                                       |
| Philippe Hekkers     |         | 8       | 1981        | Décor, scénographie                                              |
| Francine Landrain    |         | 3       | 1982        | Interprète                                                       |
| François Sikivie     |         | 2       | 1982        | Interprète                                                       |
| Sylvie Milhaud       |         | 3       | 1982        | Interprète                                                       |
| Michel Cheval        |         | 6       | 1983        | Régie                                                            |
| Michel Van Slype     |         | 4       | 1983        | Régie                                                            |
| Jo Deseure           |         | 3       | 1985        | Interprète                                                       |
| Patrick Descamps     |         | 2       | 1985        | Interprète                                                       |
| Jean Dautremay       |         | 2       | 1987        | Interprète                                                       |
| Franck Thévenon      |         | 11      | 1988        | Éclairages                                                       |
| Jacques Gabel        |         | 3       | 1988        | Décor, costumes                                                  |
| Jan Boute            |         | 9       | 1988        | Régie                                                            |
| Nathalie Cornet      |         | 10      | 1988        | Interprète                                                       |
| André Baeyens        |         | 4       | 1991        | Interprète                                                       |
| Luc Van Grunderbeeck |         | 2       | 1991        | Interprète                                                       |
| François Beukelaers  |         | 2       | 1998        | Interprète                                                       |

## La pratique théâtrale
Les Piemme, tous deux diplômés de l’université de Liège, connaissent les théories de Louis Althusser et de la déconstruction développée, notamment, par Jacques Derrida ; ils orientent la lecture des textes et aident Marc Liebens à approfondir son travail sur le signe visuel tout en faisant un théâtre de critique sociale et en montrant les rapports de force sociaux qui se trouvent dans les textes. Ils font de la recherche documentaire historique sur les textes et de la recherche en sciences humaines pour proposer au metteur en scène et aux acteurs différentes possibilités de lecture du texte et pistes de travail.
Les comédiens, dans un premier temps, ne savent « pas trop comment réagir à ces deux universitaires liégeois omniprésents [qui écrivent] des textes théoriques, militants, [qui] ont toujours gardé un regard sur la société, le politique, la politique théâtrale ». La fonction de dramaturge, fréquente en Allemagne, est en effet peu courante, et controversée en Belgique.

« « Dramaturge » ! À l’instar d’« intellectuel », ce mot équivalait alors, dans la bouche de certains, à la suprême infamie.  Innombrables, les textes et les manœuvres effectuées à leur encontre.  Elles surgissaient d’un establishment théâtral qui pesait de tout son poids - Jacques Huisman en tête - pour maintenir la scène belge francophone dans les formes de lisibilité immédiate. »

— Marc Quaghebeur, Présentation de Jean-Marie Piemme

### Première phase
Le trio Marc Liebens-Michèle Piemme-Jean-Marie Piemme constitue la base de l’ETM dans une première phase. La jeune femme n’est pas issue du même milieu social et raisonne différemment des deux hommes qui font barrage. « Peut-être est-ce de cette minorisation qu’elle a tiré une partie de sa volonté d’écrire : pour qu’on l’entende, troquer la place du dramaturge pour celle de l’écrivain. ». La compagnie joue au Rideau de Bruxelles, au festival d’Avignon, au théâtre du Nouveau Carré et au Carré Silvia-Monfort, au Centre Beaubourg à Paris, à Copenhague, dans de nombreuses villes de Wallonie (Liège, Morlanwelz, La Louvière, Pont-à-Celles, Lodelinsart, Louvain-La-Neuve, Godarville, Haine-Saint-Pierre, Feluy, Charleroi, Woluwe-Saint-Pierre, Mont-Sainte-Aldegonde, Lobbes, Thy-le-Château, Tournai, Marche-en-Famenne, Arlon) et de Bruxelles, justifiant pleinement l’adjectif « mobile » de son nom.
La Double Inconstance de Marivaux est créée le 8 novembre 1974 dans le petit théâtre du palais des Beaux-Arts de Bruxelles, dans un décor de miroirs qui démultiplient l’image des acteurs, empêchant le spectateur s’identifier à un personnage précis et supprimant les références à l’habituel jeu de scène marqué par la différence entre les paysans et la cour d’un prince manipulateur dans une double histoire d’amour. Les dramaturges mettent en évidence la proximité de comportement et de pensée du prince et d’Arlequin ; ce dernier ne se distance des puissants que par une critique qui traduit un point de vue bourgeois appelé à se substituer aux valeurs aristocratiques. Les acteurs doivent, par leur jeu et en recourant à la distanciation brechtienne, parvenir à faire comprendre au spectateur « combien la critique apparemment véhiculée par la pièce demeure superficielle et soumise à des intérêts spécifiques. ». Le spectacle est fort bien reçu par la presse qui ne peut toutefois s’empêcher de regretter de n’y pas trouver ce qu’elle a l’habitude de voir lorsqu’on joue du Marivaux.
Le Train du bon Dieu est une lecture-spectacle (avec mise en espace et mémorisation du texte) créée en deux semaines de répétition au théâtre de Poche avec douze comédiens vêtus de jeans et de chemises, et douze chaises pour décor, à partir de la dramaturgie des Piemme. Lucien Attoun ayant invité à l’ETM à présenter un spectacle dans la chapelle des Pénitents blancs du 18 au 21 juillet 1975, le choix s’est porté sur la toute première pièce de Louvet (en version remaniée d’une œuvre qui n’avait été jouée qu’à La Louvière), car l’ETM souhaite « réinvestir l'histoire d'une Wallonie dont il espère l'hospitalité, notamment grâce à Achille Béchet alors directeur de l'Institut Provincial pour l'Éducation et le Loisir (IPEL) ». Là encore, le spectacle est favorablement accueilli.
Maison de poupée, qui suit cette incursion dans le théâtre belge, poursuit le travail critique sur les pièces du répertoire par une version scénique de Michèle Piemme de la pièce de Henrik Ibsen. L’évolution du personnage central, Nora (interprétée par Janine Patrick), communément considéré comme la naissance d’une figure féministe, est analysé comme un discours bourgeois sur la liberté et l’épanouissement de l’individu. L’ETM traite aussi de la théâtralisation : « Le grand mérite de l’équipe belge est de nous montrer le travail d’Ibsen sur les formes théâtrales de son époque. » Le texte se présente comme une succession de scènes qui forment un catalogue des formes théâtrales et les dramaturges (Piemme et Jean Louvet) montrent l’appartenance des personnages aux figures archétypales littéraires ou psychanalytiques. Le spectacle commence par deux extraits de La Traviata ; le décor de Claude Lemaire est composé de tréteaux, d’un salon bourgeois, de voilures ; le jeu des comédiens est stylisé voire formel. « Sur le plateau, la théâtralité s’affirme, les comédiens prennent des places et des attitudes convenues, tandis que les variations dans l’intonation créent une dissonance récurrente. » L’« extraordinaire Maison de poupée » tourne longuement et est également apprécié partout, amenant « le théâtre belge au niveau des autres grandes scènes européennes ».
Conversation en Wallonie est la quatrième pièce de Louvet montée par Marc Liebens qui impose l’auteur dans le champ littéraire belge. L’idée de la pièce a germé à partir d’une conversation entre les deux hommes où Louvet a confié un souvenir : après sa première candidature en philologie romane à l'université libre de Bruxelles, son père lui a donné de l'argent venant d’un bocal caché dans la cave à charbon pour poursuivre ses études (la scène se trouve dans la pièce) ; Louvet confie aussi la sorte d’amnésie qu’il éprouve pour son père décédé. L’amnésie va être au centre de l’œuvre mais va concerner les Wallons et leur histoire culturelle. Conversation en Wallonie est d’abord présenté par l’ETM, en lecture, en octobre 1976 au théâtre de l'Est parisien, à l'invitation du Bureau d'auteur de l'Association technique pour l'action culturelle. L’adaptation scénique décidée par le metteur en scène et les dramaturges la transforme en une sorte d’oratorio théâtral, radicalisé et stylisé quant au texte, centré sur le rôle de la mère — Alice, jouée par Janine Patrick —, mais basé sur un fort investissement physique des comédiens, en costumes réalistes, qui influence la parole.

« Je me souviens des heures et des heures que Janine Patrick a mises pour trouver l'envergure d'Alice dans Conversation. Que de lessives elle a faites en scène et à grande eau ! Finalement, elle en fera presque une dame élégante et altière, dessinant de sa canne au pommeau un grand moment de théâtre. »

— Jean Louvet, Le Fil de l'histoire
Sur le plan scénographique, Claude Lemaire plante le décor d’une maison ouvrière qu’entourent deux travées parallèles de public. Des musiciens, sur scène, jouent les vingt-huit minutes de musique de Jean-Luc Debattice. Chant et danse sont utilisés. La création à la Maison de la culture de Tournai, le 2 octobre 1977, est suivie d’une tournée avec des animations scolaires auxquelles assistent plusieurs centaines d’élèves. Cette pièce de Louvet va être jouée, sous diverses adaptations par quatre compagnies et constitue celle de l’auteur qui a trouvé la plus large audience. Les gens s’y retrouvent. L’œuvre a aussi été traduite en plusieurs langues et a suscité un documentaire vidéo des frères Dardenne.

### Deuxième phase
La seconde phase est celle du duo Liebens-Fabien (Michèle ayant pris en 1977 le pseudonyme de « Michèle Fabien ») après le départ de Jean-Marie qui rejoint, comme dramaturge, Philippe Sireuil au théâtre du Crépuscule, et qui va développer sa propre carrière d’auteur dramatique. Michèle la dramaturge devient adaptatrice, traductrice et autrice ; elle signe même la mise en scène de Aurelia Steiner, Marc réglant toutes les autres. Le travail dramaturgique de Fabien, cependant, reste constant et amène la compagnie à évoluer du brechtisme au théâtre postdramatique.
Sur le plan institutionnel, l’Ensemble théâtral mobile est la première compagnie à signer, le 20 avril 1978, une Convention collective d’entreprise voulue par les pratiquants du Jeune Théâtre qui « s'engagent à s'informer mutuellement afin de défendre, auprès des pouvoirs subsidiants, l'esprit de cette convention collective de travail. Et ce, notamment, afin d'acquérir et de conserver une plus grande liberté d'expression, afin de susciter et de garantir l'existence de compagnies théâtrales permanentes viables, afin de créer et de développer de véritables droits à la création. » C’est la première fois qu’existe en Belgique francophone une convention réglant les rapports entre les entreprises théâtrales et les travailleurs engagés sous quelque statut que ce soit.
Hamlet-machine nait d’une lecture de la pièce de Heiner Müller (quasiment inconnu à cette époque en Belgique) par Marc Liebens chez Jean Jourdheuil, au début de l’année 1978 ; elle est créée le 7 novembre suivant par l’ETM au Théâtre élémentaire de Michel Dezoteux dans une scénographie de Liebens qui la met en scène, des éclairages de Michel Boermans, des costumes de Claude Lemaire et des masques de Claudine Thyrion, avec l’aide de Jean-Luc Manderlier pour la musique et Nicole Hanot pour la danse. Elle est interprétée par Michèle Fabien, Chantal Lempereur, Véronique Peynet et Guy Pion. La pièce traite de l’histoire d’un fils de dignitaire communiste, devenu orphelin, et de la place de l'intellectuel allemand, impuissant face à la crise historique que représente la situation en RDA vers 1956 à l'époque de l'insurrection de Budapest et alors que se renforce le régime de la République démocratique allemande. Les références à l’histoire sociale et à celle du théâtre sont nombreuses, mais l’auteur écrit « un texte solitaire en attente d’histoire » qui raconte une profonde schizophrénie et ouvre le jeu. Sur la longue bande blanche du plateau que tranche un fauteuil rouge et une forme de mannequin-armure, près des écrans de télévision, Hamlet (joué par Guy Pion) n’est pas Hamlet mais l’interprète de Hamlet, et Ophélie (jouée par Véronique Peynet) finit en Électre momifiée, criant son horreur de la mort. Le texte, long d’une dizaine de pages seulement, fragmentaire, presque aphoristique, fait écho à la recherche des animateurs de l’ETM d’un nouveau matériau qui permette de questionner le monde et de travailler davantage sur le langage, ce qui va devenir l’essence de sa pratique théâtrale. « Liebens opte alors sans aucun esprit de retour pour la création de nouveaux textes d’auteurs en phase avec l’aujourd’hui du monde et/ou de son pays (...) Les adaptations de textes qui n’ont pas été composés pour le théâtre, comme les dramaturgies des spectacles de Marc Liebens, se poursuivront mais toujours et obstinément dans cette quête d’une forme d’écriture ET de représentation adaptées à laSikivie modernité. » Peu fréquenté par le public, le spectacle marque les gens de théâtre comme Joël Jouanneau et permet à l’aventure du Jeune Théâtre de réellement prendre corps.
En 1984, Liebens reprend la pièce, dans une nouvelle mise en scène, avec Dominique Boissel et Ève Bonfanti.

#### Rue de la Caserne
Après six ans d’itinérance, l’ETM choisit d’investir un lieu et s’installe dans un grand bâtiment du 86-88, rue de la Caserne, à neuf cents mètres seulement de la grand-place de Bruxelles mais dans un quartier excentré par rapport aux lieux d’activités culturelles traditionnelles bruxelloises. Il va transformer progressivement, avec de maigres moyens financiers, cet ancien entrepôt d’un marchand de vin en espaces variés répondant aux besoins différents des spectacles qu’il va monter pour un public limité mais encore hanté par « la rigueur du beau, alliée au déploiement spectaculaire et à l'acuité intellectuelle. Il faut bien qu'existe, dans l'ensemble du système, un endroit où réfléchir à la question du texte contemporain au théâtre, où accueillir des sensibilités européennes étrangères aux codes de la consommation, où articuler à la scène certains savoirs que l'on a digérés au préalable... »
L’ETM accueille également, rue de la Caserne :
- en 1981, le théâtre Séquelles pour la première mise en scène professionnelle d’Isabelle Pousseur, Et si ma mère savait écrire ;
- en 1983, le Cabaret émotif de Véronique Peynet et Patrick Roegiers monté par Maurice Rabinowicz et le Groupov de Jacques Delcuvellerie avec Il ne voulait pas dire qu'il voulait le savoir malgré tout où Éric Duyckaerts peint en direct ;
- en 1984, Pareils et mêmes de Manfred Karge, traduit par Marie-Luce Bonfanti, dans une mise en scène de Ginka Tcholakova-Muller et Michèle Fabien[23] ;
- en 1986, le théâtre Varia avec le cloaque de La Mission de Heiner Müller[24] ;
- en 1987, Le Poche de Genève avec la plage de sable bleu de Nuit d'orage sur Gaza de et par Joël Jouanneau, en coproduction avec les Ateliers du Théâtral national.

Les Bons Offices de Pierre Mertens inaugurent le lieu, le 15 septembre 1980, dans une adaptation de Michèle Fabien et dans une scénographie de Liebens et Michel Boermans qui a déjà travaillé avec l’ETM pour Hamlet-machine et va l’accompagner dans son parcours jusqu’en 1985, avant de fonder le théâtre du Ciel noir et d’ouvrir le théâtre Océan-Nord avec Isabelle Pousseur. Le roman évoque la position du Belge intellectuel moyen qui voudrait bien trouver une adéquation entre ses convictions et la vie réelle qu’il connait en tant qu’Européen disparu du premier plan mondial et Belge en déréliction, entre drames belges (la catastrophe de Marcinelle, la pendaison de Léopoldville, l’incendie de l’Innovation) et internationaux (la question israélo-palestinienne), entre l’époux et l’amant qu’il est à la fois, le tout exprimé par « un narrateur qui est lui sans l’être ». La forme d’écriture de Mertens, « en décalage », donne un discours discontinu et fragmenté. L’adaptation fait bien apparaitre ce personnage en manque d’histoire dans la mise en scène d’un couple aimant qui va se haïr en même temps que d’une histoire de départ à la guerre. Pour seul décor, une cage en plexiglas enferme les quatre comédiens, ce qui pose en outre la question du rapport entre la scène et la salle. Les Bons offices va être considéré par Régis Debray comme le spectacle fondateur de l’Ensemble théâtral mobile et Pierre Mertens rappelle en 1997 : « J'avais été comblé par «Les bons offices » qui, pourtant, me paraissait de tous mes livres le plus difficile à adapter. J'étais d'ailleurs intrigué et interloqué par le désir qu'avait Michèle Fabien de le porter à la scène. Ma surprise heureuse n'en avait été que plus vive, grâce à un effet de resserrement, de densité. »
Oui, de Thomas Bernhard, est créé le 22 avril 1981 dans une adaptation de Michèle Fabien, avec pour seul interprète de ce monologue, écrit à la première personne du singulier, Dominique Boissel « qui savait apporter à son interprétation quelque chose d'accidentel, de périlleux qui forçait l'attention. ». Liebens reprend cette pièce avec un nouvel interprète (Patrick Descamps), dans une nouvelle mise en scène et dans un autre lieu (Centre culturel Jacques Franck), en 1990.
Aurélia Steiner de Marguerite Duras, créée le 27 avril 1982 rue de la caserne, est adaptée et mise en scène par Michèle Fabien. 
L'œuvre de Duras est un récit, un chant en trois parties, portant les sous-titres respectifs Melbourne, Vancouver et Paris, paru en 1979 et dont les deux premières parties ont fait l'objet d'un film par l'auteur. Aurélia est à la fois le nom d'une femme morte dans les chambres à gaz, celui de sa fille née au camp, d'une enfant de 7 ans qui vit avec une vieille dame là où sa mère a été arrêtée par la police, celui d'une jeune femme qui vit à Melbourne ou Vancouver ; c'est aussi Duras elle-même qui exprime l'émotion ressentie par les pertes d'un enfant, d'un frère, d'amis de la Résistance disparus dans les camps. Il semble que cette œuvre de Duras n'a jamais été portée à la scène avant la version de l'ETM produite trois ans seulement après la publication au Mercure de France. Rue de la Caserne, Aurélia est incarnée par Sylvie Milhaud pour Melbourne, Véronique Peynet pour Vancouver et Janine Patrick pour Paris. Une superbe grande salle du bâtiment, couverte de voussettes en briques reposant sur une multitude de colonnes en fonte sert de salle et de scène. La version scénique de Fabien est publiée dans le no 3 de Didascalies.
Jocaste, créée le 29 septembre 1981 par Janine Patrick révèle Michèle Fabien comme auteur dramatique. Fabien traite, dans ce monologue, d'un thème antique tel qu'il n'a jamais encore été abordé, ni au théâtre (par Sophocle, Sénèque, Corneille ou Voltaire), ni dans les écrits psychanalytiques (par Freud, Lacan ou Helene Deutsch), en donnant la parole à une mère considérée comme incestueuse. La comédienne, d'une longue robe noire vêtue, est prisonnière, comme dans un puits, des marches blanches d'un gradin antique au sommet duquel le musicien Marc Hérouet, avec son piano à queue et ses autres instruments électroniques, incarne tour à tour le sphynx, Œdipe et l'Homme. Marc Liebens va remonter la pièce à quatre reprises mais cette première création marque durablement les spectateurs apostrophés dès le début du spectacle : « Je m'appelle  Jocaste. Regarde-moi. Ni reine, ni  veuve, ni épouse, ni mère. Elle s'appelle suicidée, cette femme immonde et qui est morte seule et souillée  sans que les regards de la cour et des devins, des bergers et des messagers  n'aient cherché la trace de son corps. Transparente pour cause d'horreur. Muette... Écoute... un tout petit écho, et qui vient de si loin... »
Jim le Téméraire de René Kalisky n’est pas joué rue de la caserne : créé le 4 novembre 1982 au Grand Théâtre de Lille, il est joué au théâtre du Nouveau Gymnase de Liège puis au théâtre Varia. « Du vivant de l’artiste, aucun homme de théâtre n’avait voulu prendre le risque de porter à la scène ce texte sulfureux et dérangeant qu’est Jim le Téméraire. », une pièce où l’auteur inverse les valeurs en présentant un Juif raté et un Hitler réapprécié, formant une sorte de couple aimant. Liebens et Fabien osent et vont jusqu’à « fondre les deux personnages et à représenter le Führer comme une monstrueuse excroissance du bras de Jim », ce qui provoque l’ire de la veuve du dramaturge. Dominique Boissel, pressenti, s’est rétracté devant l’énormité des enjeux de la pièce. C’est Julian Negulesco, acteur roumain exilé en France qui a connu le stalinisme, qui accepte d’interpréter Jim, manipulant effectivement son double sous forme d’un bras pourvu d’une tête de cire. Le spectacle est très mal accueilli par la critique qui manifeste une incompréhension complète tout en soulignant la qualité de travail des acteurs.
Quartett, présenté le 6 décembre 1983 rue de la Caserne, constitue la création en langue française de cette œuvre de Heiner Müller où la Merteuil et le Valmont des Liaisons dangereuses, devenus vieux et joués par Dominique Boissel et Francine Landrain, s’affrontent, endossant chacun leur propre rôle, celui de l’adversaire et même, pour l’homme, celui des deux femmes qu’il a abusées, ne vivant plus que par leur dialogue rusé et décalé dans l’absence du sexe.
Un Faust de Jean Louvet est créé le 6 mai 1985 rue de la Caserne avec Marcel Delval (Faust), Patrick Descamps (Méphistophélès et Philémon), Jo Deseure (Baucis), Carmela Locantore (Marguerite). La pièce résulte d’une commande de Liebens et Fabien à Louvet avec la proposition traiter d’un mythe. La version jouée par l’ETM n’était pas considérée comme définitive par l’auteur ; elle a été publiée dans les Cahiers occasionnels de l’Ensemble théâtral mobile (la version définitive étant parue chez Labor/RTBD en 1997). Cette première version est influencée par le travail dramaturgique de Fabien et les ajustements de la mise en scène de Liebens. Louvet se réfère au premier Faust de Goethe davantage qu’au second auquel il n’emprunte que le couple Philémon et Baucis qu’il présente comme symbole des classes populaires exploitées espérant encore dans la lutte. Faust devient un intellectuel engagé (comme l’auteur lui-même) postmoderne qui, après avoir tenté de faire advenir l’Histoire, se retrouve seul, désabusé et stérile, à la merci du duo Dieu-Diable qui utilise la femme comme piège. Dieu étant mis hors service parce ce n’est plus qu’une idée qui rapporte, le statut du diable change : sophismes, dialectique, inversion des sexes, travestissement, complicité, contradictions donnent de l’humanité à Méphisto qui se montre « sceptique quant à son rôle dans une société où la science a battu en brèche les notions de bien et de mal » et qui devient un double de Faust, tandis que Marguerite éprouve une réelle passion et une souffrance au lieu d’être un simple objet de séduction au service du diable. La critique du spectacle est mitigée ; elle relève des moments grandioses pour la valse Faust-Baucis et le tango Faust-Méphisto chorégraphiés par Nicole Hanot, plébiscite Patrick Descamps pour sa puissance, sa subtilité, son intelligence et sa virtuosité — ce rôle lui vaut d’ailleurs une Ève du Théâtre —, souligne que la création est importante et révèle une œuvre qui enrichit le répertoire mais considère aussi que Liebens opacifie la pièce par la mise à distance de la mise en scène et que le spectacle est sauvé par les comédiens.
Notre Sade de Michèle Fabien est créé le 3 juin 1985 par Sylvie Milhaud. C’est la première pièce écrite par Fabien (donc avant (Jocaste) et elle aurait été destinée, au départ, à un comédien ; le fait est que sa publication dans Didascalies, en 1985, met en scène un personnage féminin tandis que l’édition chez Labor en 2000, fait apparaitre un personnage masculin ; Marc Quaghebeur y voit une écriture de Fabien contre son père. Le rôle offert à la scène est triple : il fait intervenir l’énonciateur-énonciatrice, le personnage d’écrivain-écrivaine et celui de Sade. Ce monologue semble n’avoir pas de structure logique amenant le spectateur à ne plus savoir qui parle : femme, homme ou Marquis ; il évoque réellement Donatien Alphonse François de Sade, non sous l’angle érotique du « divin marquis » mais sous celui de l’individu enfermé qui va se mettre à écrire, avec un besoin de classification et d’ordonnancement. Car la pièce traite autant de l’enfermement, matérialisé par la scénographie -— rotonde du spectacle Un Faust, plateau nu avec quelques machines (magnétophone, écran-vidéo, appareil photographique, machine à café), mais sol rouge et ciel or (couleurs du théâtre) —-, que du désir de créer, du statut du personnage (sujet de l’énonciation) au théâtre et de la façon même d’écrire du théâtre. Lors de son écriture, la pièce paraissait « difficile, voire impossible à monter » selon Libens ; sept ans plus tard, la critique la plus sévère affirme que le texte est « plein et rond comme une pépite » mais que la mise en scène « le referme sur lui-même, en un noyau dur et sec. » La pièce vaut à la comédienne l’Ève du théâtre et à l’auteur le prix triennal du Théâtre en 1987.

#### Entre la rue de la Caserne et un nouveau lieu
Le départ à la retraite de Jacques Huisman, directeur du Théâtre national, a laissé espérer au Jeune Théâtre la possibilité d'une modification du champ théâtral belge et la nomination d'une jeune metteur en scène à la tête de la plus importante institution du pays. C'est pourtant un Belge résidant et travaillant à l'étranger depuis de longues années qui est choisi : Jean-Claude Drouot, qui décide d'utiliser les locaux de la rue de la Caserne qu'abandonne l'ETM (après avoir trié ses archives et en avoir fait don aux Archives et Musée de la Littérature) pour en faire les ateliers du Théâtre national en 1986. L'ETM installe son administration dans un local prêté par le CPAS de Saint-Gilles, rue Fernand Bernier, tandis que le couple Liebens-Fabien s'installe à Paris d'où il organise l'activité artistique de la compagnie redevenue itinérante.
Après Aglavaine et Sélysette de Maurice Maeterlinck monté pour le Festival du jeune théâtre de Liège, après la coproduction de Nuit d’orage sur Gaza de Joël Jouanneau présentée aux ateliers de la rue de la Caserne, l’ETM reprend ses propres créations :
Tausk de Michèle Fabien, créé le 22 septembre 1987 à la Maison de la Culture de Mons gérée par Henri Camarata, révèle une toute jeune comédienne de 21 ans Nathalie Cornet (dans le rôle de Martha, l’épouse de Victor Tausk), fraiche émoulue du Conservatoire de Mons, qui donne la réplique à Dominique Boissel (Tausk) et à Jean Dautremay (le Professeur) tandis que Jo Deseure interprète Lou et Heidi Kipfer Hélène dans un décor longitudinal concret de Jean Haas, figurant le lieu de transit que constituent des toilettes d’autoroute ou de gare et qui renforce l’effet abstrait du texte. Coproduction avec le Centre dramatique hennuyer pour Mons et le Nouveau Théâtre de Poche de Genève, le spectacle — qui traite du cheminement d’homme « comblé mais insatisfait » jusqu’au suicide dans une histoire d’Atrides de la psychanalyse sur fond de ruine de l’Empire austro-hongrois — est ensuite joué dans la métropole suisse mais aussi rue de la Caserne, aux Ateliers du Théâtre national.
Orgie de Pier Paolo Pasolini est une adaptation de Danièle Sallenave à laquelle a participé Michèle Fabien La présentation du spectacle au Théâtre de la Tempête (à la Cartoucherie de Vincennes) en 1988 constitue la création mondiale de la pièce et reçoit un très bon accueil de la critique française tant pour la mise en scène,, que pour l’interprétation : « Le miracle est que cette tentative audacieuse est réalisée et jouée par des inconnus, dont le talent est saisissant.  il y a là, en particulier, une actrice de 22 ans, Nathalie Cornet, qui devait [sic], s’il y a une justice, faire une grande carrière. » La pièce est aussi jouée rue de la Caserne, en coproduction avec les Ateliers du Théâtre national. La critique y est tout aussi élogieuse et plus fouillée, l’aspect découverte ne jouant évidemment pas en Belgique tandis que le nouveau retour de l’ETM dans son ancien lieu de travail est mis en évidence. Outre les louanges adressées à Marc Liebens pour la mise en scène et à Dominique Boissel et Laure Moulinier (les deux autres acteurs), elle met en évidence le travail du décorateur Jacques Gabel et de l’éclairagiste Franck Thévenon,,, ; elle note au passage que Liebens a obtenu les droits de publications en français des six pièces de Pasolini pour les Éditions Didascalies, devenues une collection d’Actes Sud — Michèle Fabien en fit d’ailleurs la traduction avec Titina Maselli et Alberte Spinette. Le spectacle est ensuite redonné à la maison de la culture de Mons.
Atget et Bérénice de Michèle Fabien, publiée chez Actes Sud-Papiers en 1989, est créée par l’Ensemble théâtral mobile, le 1er juillet 1989, à l’occasion des Rencontres d'Arles avec Nathalie Cornet et Jean Dautremay. Fabien y aborde le thème de la photographie, domaine qui a toujours passionné Liebens (photographe lui-même) particulièrement dans son rapport avec le théâtre — comme l’indique le choix de ses photographes de plateau (John Vink membre de Magnum Photos, Danièle Pierre, Marc Trivier) et la publication dans Didascalies d’un numéro spécial consacré à la photo, L'Écart constant. Récits qui rassemble, sous la direction de Patrick Roegiers, des textes de, notamment, Denis Roche, Antoine Vitez, Richard Fontana, Alain Bergala, Fernand Michaud, Bernard Dort, Lucien Attoun, Philippe Morier-Genoud, Colette Godard, Jean-Claude Grumberg, Jacques Henric, Heiner Muller, Marc Trivier, Yannis Kokkos, Pierre-Olivier Deschamps et Jean-Christophe Bailly. Partant de la rencontre réelle entre Eugène Atget et Berenice Abbott, Fabien s’interroge : « Utiliser le théâtre pour parler de la photographie est amusant: à certains égards ces deux pratiques sont aux antipodes l'une de l'autre. La photo est sans doute ce qui reproduit le plus exactement la réalité, le théâtre ce qui la reproduit le moins ; et pourtant, la photo, ce n'est que du papier, tandis que le théâtre est de la réalité véritable : les acteurs y sont là, vraiment. Comment regarder une photo? Que faut-il y voir? J'ai eu envie d'élucider ce rapport-là, d'entamer ce questionnement. » Fabien rejoint ainsi ses thèmes majeurs : l'exigence personnelle, la mise à nu de soi, la réflexion sur l'acte créateur. La mise au point du spectacle qui se déroule en plein air, avec ses aléas, est difficile ; la tension dans l’équipe est vive ; la réception par la critique est assez fraiche. Atget et Bérénice est jouée le mois suivant au Centre Dramatique Hainuyer, puis reprise en 1994 au Théâtre national, en coproduction avec le théâtre Vidy-Lausanne, avec Francine Bergé et André Steiger dans les rôles-titre. Cette dernière version fait l’objet d’une captation en vidéo pour les Archives et Musée de la Littérature par Philippe Galazka (image), Daniel Van Meerhaeghe (prise de son et mixage) et Jean-Claude Boulanger (comixeur).
Oui de Thomas Bernhard est re-créé le 20 mars 1990 « par un de ces retournements de situation comme on n’en voit qu’au théâtre » sur le lieu de naissance par défaut de l’ETM, celui du Parvis devenu le Centre culturel Jacques-Franck, à l’invitation de Charles Picqué, ce qui donne un double sens aux paroles de Michèle Fabien sur la pièce : « C’est cette parole comme telle qui sera, dans notre salon, notre théâtre, l’objet de la représentation, car accomplir un deuil, ce n’est pas oublier, mais c’est aussi faire sortir du placard le cadavre qu’il faut regarder en face.  il y a des silences de l’Histoire qui sont aussi coupables que l’histoire elle-même. » Outre le retour au berceau théâtral, l’ETM renoue avec la pratique d’exposition du Parvis et présente dans le grand hall d’entrée des œuvres de Guy-Rémy Vandenbulcke qui a croqué l’atmosphère de l’ETM-rue de la Caserne. Hormis le critique Jacques de Decker, éternel adversaire du metteur en scène, qui reproche à Liebens d’avoir failli à la tâche qu’on lui avait donnée au Parvis, qui ne voit qu’insolence dans le fait que Liebens ne veuille pas dévier de la ligne élitiste qui est la sienne et qu’il ignore délibérément la salle, qui reproche à l’acteur et au metteur en scène mimétisme et manque de mémorisation pour l’un, narcissisme pour l’autre, la presse est élogieuse, célébrant l’adaptation et la dramaturgie de Fabien, la mise en scène, le décor hyper-réaliste de Jacques Gabel d’un salon construit par Philippe Hekkers, éclairé par une verrière et Franck Thévenon, le choix de la musique (La nuit de la lune de Franz Schubert et des airs des Rita Mitsouko) et la performance de l’unique acteur, Patrick Descamps,,, rappelant au passage la publication par Didascalies avec Actes Sud de la lecture de Oui par Marc Quaghebeur confrontée aux photographies de Marc Trivier qui a effectué un travail particulier sur le spectacle lors de la reprise au Jacques Franck en 1991. L’œuvre est présentée en 1990 par le théâtre Gérard-Philipe de Saint-Denis au fond d’une impasse à laquelle le public est emmené en autobus, puis au Théâtre national en 1993, et va être vue par plus de trois mille spectateurs en France et en Belgique alors que chaque représentation ne peut accueillir que 30 spectateurs seulement, installés dans les fauteuils mêmes du décor, dans une nouvelle exploration de la distance au public où Liebens réalise, de son propre aveu, « le fantasme de tout homme de théâtre en renouant avec les origines du théâtre : un homme qui sort du groupe et qui raconte aux autres la vie et la mort d'un être. »
Claire Lacombe de Michèle Fabien a été créée en 1989, au théâtre des Gémeaux dans une mise en scène de Laurence Février. Liebens la met en scène pour la rentrée théâtrale du Jacques Franck, le 18 septembre 1990, avec Nathalie Cornet (rôle de la comédienne et révolutionnaire Claire Lacombe, à sa sortie de prison après l’acquittement), Estelle Marion (le personnage fictif d’Anne Colombe, une autre femme révolutionnaire), Catherine Bady (une logeuse) et Anne-Sophie de Bueger (une jeune actrice), qui jouent dans une sorte de couloir tout en longueur figurant une ruelle au sol en double pente jointes par une rigole d’évacuation des eaux sales. Les images créées par la scénographie et les éclairages, le jeu des actrices sont appréciés ; la pièce en elle-même nettement moins par la presse qui souligne le manque d’intention dramatique voulue par l’auteure,, l’absence de conflit et de rebondissement dramatique qui correspond pour Fabien « à l’image de ces femmes dans l’incapacité d’agir sur l’Histoire de leur époque » ; il n'y a pas d'action car ces femmes parlent justement du sens de l'action. L’auteure-dramaturge traite de la perte (les femmes révolutionnaires qui s’étaient réunies en une Société furent interdites de parole par le gouvernement révolutionnaire) et de la trace (les revendications de ces féministes sont acquises au XXe siècle) et n’hésite pas à poser l’analogie avec la disparition forcée du Théâtre du Parvis et la reconnaissance de son travail 20 ans plus tard. La médiatisation du « retour du Parvis » dans son lieu de création fait d’ailleurs grincer des dents. Le spectacle fait l’objet d’une captation en vidéo pour les Archives et Musée de la Littérature et constitue le point de départ de la collaboration entre Liebens et Marc Trivier.
Amphitryon de Heinrich von Kleist, dans l’adaptation de Michèle Fabien, fait entrer pour la première fois, le 10 octobre 1991, le couple Fabien-Liebens et l’ETM au Théâtre national de Belgique, à l’invitation de son nouveau directeur Philippe van Kessel, en une sorte de reconnaissance du travail accompli depuis le Théâtre du Parvis, et remporte un franc succès, obligeant à organiser des représentations supplémentaires. Le choix de la pièce convient tant au « National », qui a pour mission de monter des classiques, qu’à Liebens qui n’a plus travaillé de théâtre de situation depuis Hamlet-machine et va utiliser le thème du double personnage sous l’optique du comédien qui vit un cauchemar au théâtre ; Fabien relève, quant à elle, que « Kleist est le premier [de tous les auteurs ayant écrit un Amphitryon] à s'être soucié du personnage de la femme abusée malgré elle, et jusqu'au bout. » Les six comédiens (André Baeyens/Amphitryon, Marie-Luce Bonfanti/Charis, Nathalie Cornet/Alcmène, Claude Koener/Sosie, André Lenaerts/Jupiter et Luc Van Grunderbeeck/Mercure) sont « tous vêtus de noir, comme d'avoir porté le deuil d'un autre théâtre venu avant, et qui se serait perdu aujourd1hui; un théâtre de situation, avec des rôles, des personnages, des scènes à faire... qu'il aurait fallu « restaurer » ! » Ils jouent très proches du public sur le large et peu profond proscenium de la petite salle du National, la scène étant obturée par des échafaudages couverts de bâches ; dans la salle, les fauteuils ont été ôtés, laissant les gradins à nu, et les murs sont également bâchés. Le spectacle est ensuite joué à Sambreville, Tournai, Mont-sur-Marchienne, La Louvière, Mons et au 2e Festival de la Convention Théâtrale européenne à Bologne. Amphitryon remporte aussi le prix du meilleur spectacle en 1992.
La Ville de Paul Claudel est présentée pour huit représentations, à partir du 9 mars 1993, à Villeneuve-d'Ascq, en coproduction ETM-La Rose des vents-Théâtre national de Belgique. Fabien, par sa dramaturgie, aide Nathalie Cornet à trouver « des raisons à cette femme [Lalla], pour qu’elle ne soit pas qu’une écervelée qui passe d’homme en homme. »
Cassandre de Michèle Fabien, d'après Christa Wolf, est créée le 7 février 1995 à la Raffinerie du Plan K. Dans le livre de Wolf, Cassandre, à quelques instants de la mort, démonte le processus qui a amené à la guerre de Troie ; Fabien met cet aspect en balance avec celui d'une femme qui refuse l'instinct de survie, entourée de trois Troyennes, survivantes de la guerre, qui désirent vivre quand même bien que leur futur ne puisse être que mort ou esclavage. Un premier temps de travail se déroule à Saint-Pierre-la-Vieille, dans la maison du couple Fabien-Liebens, puis, malgré le désir de se rendre à Mycènes devenue trop touristique, le choix est fait d'un voyage d’observation et de réflexion au Viêt Nam pour se trouver dans un espace différent dans des « cités archaïques où sont brassés tous les temps, où l'on se sent blanc, différent, provoqué. » Au retour, les répétitions se passent mal et Liebens remplace trois des comédiennes, ne gardant que Nathalie Cornet qui interprète Cassandre et lui adjoignant Monique Ghysens, Marie-Pierre Meinzel et Janine Patrick pour jouer dans une sorte de jardin zen, dont la structure spatiale correspond étonnamment à celle des Abattoirs d'Anderlecht, un lieu où on attend la mort et où le photographe Marc Trivier, qui y travaille beaucoup, a emmené les comédiennes.
Déjanire de Michèle Fabien, d’après Christa Wolf, est créée le 23 mai 1995 (soit trois mois et demi après Cassandre) au théâtre des Capucins de Luxembourg (ville) puis jouée au Théâtre national. Les interprètes en sont Nathalie Cornet, André Baeyens, Marie-Ange Dutheil, Christian Léonard et Maud Rayer. Fabien se démarque des autres auteurs qui ont traité le thème antique en choisissant de souligner le bonheur de Déjanire au retour de son mari Héraclès, sa sagesse, son refus de vengeance, son désir de croire à la bonté. Le mari est absent de la pièce ; l’héroïne ne s’exprime qu’avec une embaumeuse, un messager et le centaure dans lequel Liebens voit la représentation d’un pulsion archaïque animale, refoulée par la civilisation mais qui resurgit lors d’affrontement comme lors des guerres de Yougoslavie. Marc Liebens met en scène, sur une sorte de parquet en marquèterie à jeux de fond qui donne une impression de 3D comme certaines œuvres de Escher, clos d’un côté d’un colombage de béton et briques et de l’autre de trois étages de loges de balcons de théâtre obturés de linges blanc, une pièce donnant à nouveau une place prépondérante à la parole qui construit mouvements et situations. « Ce qui m'intéresse aussi dans l'histoire de Déjanire, c'est le principe de certitude qui est complètement ébranlé. Le mythe a ceci de magique qu'il permet la distance et reste vraiment un lieu d'interrogation du théâtre. » Mais le spectacle réalisé leur laisse un sentiment décevant d’incomplétude. Déjanire est publié la même année par Didascalies dans un volume qui propose aussi Cassandre et Jocaste.

#### L'éphémère théâtre Marni
Liebens et Fabien, désirant continuer à expérimenter le rapport scène-salle mais aussi offrir à d'autres un lieu de travail, cherchent depuis un certain temps l'endroit où créer un nouveau théâtre. Leur choix se porte sur un ancien cinéma construit en 1947, le Marni, rue de Vergnies, proche d'un lieu très vivant de Bruxelles, la place Eugène Flagey où se trouvait l’INR. Ce cinéma de 1 600 places dans un espace 4 000 m2, après sa fermeture en 1974, a servi de salle de répétition pour l’Orchestre symphonique et les chœurs de la RTBF jusqu’en 1982, de studios pour Living Films, de salle de bowling et de snooker. Il y a aussi un appartement où ils vont s'installer.
Le théâtre Marni, dans la conception des animateurs de l’ETM, propose une salle arrondie au rez-de-chaussée, un foyer à colonnes à l'entresol et une salle sous les toits ; il accueille les spectacles de la compagnie mais aussi ceux de créateurs proches comme Jacques Delcuvellerie pour travailler sur l’expérimentation en pariant sur la curiosité, l’intelligence et l’intérêt du public. Les représentations sont prévues pour de longues durées, avec alternance pour faciliter le bouche-à-oreille.
Le répertoire doit porter sur des auteurs contemporains, et plus particulièrement belges, dans une perspective historique destinée à « rafraîchir la mémoire : une coutume qui, en Belgique, est dangereusement rare et que le Marni se propose de faire à travers quelques-unes de nos grandes figures. »
Le programme de l’ETM au Marni, pour les quatre saisons suivantes, est le suivant :
- création de Une paix royale d’après Pierre Mertens ;
- création de 1953 de Jean-Marie Piemme ;
- création de L'Annonce faite à Benoît de Jean Louvet ;
- création de Charlotte de Michèle Fabien ;
- reprise de Oui ;
- reprise de Orgie ;
- reprise de L'Homme qui avait le soleil dans sa poche ;
- rencontre avec Charles Quint et Marc Quaghebeur ;
- création de Œdipe-Roi de Sophocle ;
- création de Charles le téméraire de Kalisky.

Cinq de ces propositions concernent directement l'histoire de Belgique : Une paix royale touche au roi Léopold III, 1953 traite notamment de l’homme politique Henri De Man et L'Homme qui avait le soleil dans sa poche du politique assassiné Julien Lahaut, Charlotte est inspiré par Charlotte de Belgique, Charles Quint est une figure « belge » de bien avant la création du pays comme Charles le Téméraire dont le scénario commandé à Kalisky par la Radio-télévision belge de la Communauté française n’a jamais été réalisé sous un prétexte budgétaire qui n’a dupé personne. Quaghebeur relève d'ailleurs un fait semblable concernant Pierre Mertens et son Histoire d’un oiseau qui n’était pas pour le chat (qui met en lumière les problèmes des ouvriers et ouvrières de la région du Centre), et constate que « le vieux processus d’occultation, de dénégation et de silence contraint, qui n’a cessé de dominer notre après-guerre, se poursuit de plus belle.  Tant il est vrai qu’il s’agit toujours d’empêcher ce pays d’avoir conscience de lui-même et de lui laisser prendre en mains son histoire.  C’est ce qu’on nomme l’acculturation. »
Disposant à nouveau d’un lieu dont il est locataire, et dans l’obligation de l’aménager et de l’entretenir, l’ETM souhaite voir passer sa subvention de 11 millions de francs belges à 23 millions ; la Communauté française, pouvoir subsidiant, renâcle, ne voyant pas l’utilité d’un lieu théâtral supplémentaire à Bruxelles.
Une paix royale inaugure le nouveau théâtre où une jeune équipe a démoli, reconstruit, cloué, maçonné, peint « avec une foi incroyable dans le projet » et qui sent encore la couleur et le plâtre, le 2 octobre 1997. Michèle Fabien, à la lecture du roman de Pierre Mertens et bien avant les péripéties politico-judiciaires que la publication du livre a engendrées, y a trouvé un rapport avec Les bons offices où le personnage central courait après l’histoire tandis que celui-ci d’Une paix royale y revient. La pièce met en scène François Sikivie, François Beukelaers, Nathalie Cornet, Christian Crahay, Francine Landrain et Janine Patrick comme si « venus en reconnaissance dans ce théâtre où autrefois ils auraient déjà joué Une paix royale, les comédiens se remémorent des séquences de cette pièce, elle-même nourrie de réminiscences », dans une presque absence de décor - une passerelle métallique et son escalier d’accès occupent seuls le plateau noir qui s’oppose aux gradins de bancs de bois blanc avec coussins rouges qui accueillent les spectateurs. La pièce est fort attendue notamment à cause de l’action en justice intentée par la princesse de Réthy contre Mertens, de la décision du tribunal français en référé qui a été considérée comme une censure,, avant que la publication intégrale du texte n’ait été finalement autorisée le 26 mars 1997 « mais avec obligation de mentionner dans une page intérieure le fait que Lilian et Alexandre se sont sentis insultés par les extraits des pages 295 et 296, 304 et 305, ce qui, évidemment poussait le lecteur à foncer sur ces passages. » Si la presse souligne la qualité du travail des interprètes qui restent constamment en scène, faisant « ainsi de la figuration pendant une bonne partie des trois heures que dure le spectacle », et l’épure de la mise en scène, elle critique aussi le travail d’adaptation et indique la démobilisation du public dans la seconde partie du spectacle.
1953 de Jean-Marie Piemme est créée au Théâtre de la Place de Liège le 16 février 1998 et ensuite présentée au Théâtre national. Piemme y traite du manque d'Histoire propre à la Belgique en croisant la grande et la petite Histoire : il fait des allers et retours entre des espoirs qui meurent (celui du communisme avec la mort de Joseph Staline et celui d'une social-démocratie compromise avec le nazisme en la personne du Belge Henri De Man) et d’autres qui naissent pour une famille ouvrière rencontrant le monde de la consommation de l'après-guerre belge et ouvrent un avenir à un enfant de 9 ans semblable à l'auteur lui-même. La presse apprécie le travail des acteurs mais est critique quant au texte et à la mise en scène.
En cette année, l'ETM perd son tout nouveau théâtre dans la violence : le changement des barillets ne lui en donne plus l’accès ; la compagnie est expulsée ; le lieu passe en location à la Communauté française (qui en fait un lieu culturel polyvalent et y consacre les moyens financiers nécessaires). Un procès s’ensuit, que gagne l’ETM. Reste que la subvention a été amputée, que quinze millions de francs belges doivent remboursés en cinq ans.

### Troisième phase
La perte du Marni constitue un vrai drame pour l’équipe qui s’y était investie entièrement et provoque une rupture douloureusement vécue par toute l'équipe qui s'était totalement investie, tant mentalement que physiquement, dans le projet. Michèle Fabien, notamment, en souffre terriblement, d’autant plus qu’elle soutient Marc Liebens dans sa lutte contre un cancer. Janine Patrick, qui a longtemps travaillé avec eux, meurt la même année. Fabien retourne pour la première fois au Marni fin août 1999, dans le cadre d’un colloque organisé par l’Académie expérimentale des théâtres sur Pasolini, où son intervention porte le titre « Le corps christique et le scandale ». Elle en sort en larmes, après avoir erré dans le lieu désormais interdit. Liebens et Fabien rentrent « plus vite que prévu en Normandie. Michèle a très mal à la tête. Michèle est à l’hôpital de Caen. Michèle est aveugle. Michèle est opérée. C’est la nuit. » Michèle Fabien meurt à Caen le 10 septembre 1999. Diverses personnes, dont Jean Louvet, sont persuadés que l’affaire du Marni l’a tuée.
Suit une période d’inactivité de la compagnie pendant plus d’un an.
Or en 1998, l’ETM a signé un contrat-programme qui doit courir jusqu’en juin 2003. Un courrier du 15 novembre 2001 du ministre Richard Miller dénonce ce contrat et, par application de l’article 14 qui prévoit un défaut d’engagement du théâtre, oblige la compagnie à être entendue par le Conseil supérieur de l’art dramatique (CSAD). La chose étant faite, Liebens argumentant et annonçant le 4 décembre qu’il peut encore atteindre, et même dépasser, les objectifs prévus, le CSAD écrit : « (...) Le coordinateur des intendants conclut à nouveau que l’évaluation doit se faire sur la durée, que l’ETM réduit progressivement son déficit lequel avait atteint un montant considérable. Les membres du conseil rejoignent les conclusions de l’intendant et souhaitent attendre le terme de la période du contrat-programme avant d’effectuer l’évaluation finale, comme c’est le cas pour les autres théâtres. » Le 21 décembre suivant, le ministre signifie pourtant à Liebens que « en sa séance du 13 décembre, le gouvernement a décidé (...) d’interrompre le contrat dès 2001. (...) la Communauté ne pourra entretenir désormais un contrat-programme avec l’Ensemble théâtral mobile. ». Une interruption avec effet rétroactif ne s’est jamais vue. L’ETM engage une action en justice en référé. Les professionnels du secteur s’émeuvent car « ils craignent que la méthode brutale ne fasse école » et la presse embraye. Le 14 mai 2002, le ministre répond de façon cinglante à l’interpellation des parlementaires Bernadette Wynants et Julie de Groote au parlement de la Communauté française de Belgique qu’il ne peut « accepter de laisser perdurer une situation où plus de 11 millions par an étaient accordés sans travail en contrepartie. » Le juge des référés donne cependant raison à l’ETM ; la Communauté fait appel. Un nouveau jugement du 4 novembre 2002 confirme le premier, considérant que l’arrêt rétroactif du contrat constitue une voie de fait qui rend impossible le paiement des dettes du Marni et de celles contractées auprès de la banque Dexia. La Communauté cantonne alors le montant dû dans une caisse de dépôt, ce qui mène l’ETM au bord de la faillite (en cas de faillite, l’action judiciaire contre la Communauté est automatiquement éteinte), et ce, bien que Liebens ait proposé une nouvelle convention de quatre ans à 125 000 euros. L’ETM saisit alors la cour d’appel.

## Les recréations
Sans aller jusqu’à remettre vingt fois son ouvrage sur le métier, Marc Liebens et Michèle Fabien polissent et épurent leur travail en créant plusieurs mises en scène d’une même pièce à l’ETM. Ainsi en est-il de :
- Hamlet-machine, créé mondialement en 1978 et recréé six ans plus tard avec Dominique Boissel et Ève Bonfanti ;
- Oui, créé en 1981 par Dominique Boissel puis en 1990 par Patrick Descamps ;

Ce travail de relecture, de nouvelles réflexions, de renouvellement du rapport salle-scène et de celui du langage et du corps, est le plus marqué avec Jocaste,
- créée mondialement à Bruxelles en 1981 avec Janine Patrick qui donne pour la première fois la parole à celle qui n’avait jamais parlé sur les marches d’un amphithéâtre antique, « dans une révolte souveraine[105] » ;
- recréée en 1983 à Paris avec Laurence Février à l’entrée d’un tombeau grec, « dans un plaidoyer passionné pour revendiquer sa sexualité[105] » ;
- créée à nouveau à Bruxelles en 1985 dans une version « viennoise » où s’ajoute une sphinge (Nicole Hanot) qui, comme un psychiatre dans son fauteuil écoute silencieusement Jocaste sur son divan avant de l’abandonner à ses dernières paroles ;
- et encore recréée à Bruxelles en 1995 dans le décor-salon de Oui où le corps de l’actrice Nathalie Cornet, qui devait être une narratrice, incarne la parole et s’adresse directement aux spectateurs en une sorte d’épreuve d’initiation[106].

« Marc Liebens ne se livrait pas à une quelconque démonstration dramaturgique, moins encore à un exercice de style aussi brillant fût-il (brillant et futile !).  Rien non plus d’une variation sur un même thème, mais une approche radicalement différente d’un texte qui n’a pas changé d’un iota et qui va déboucher sur un spectacle autre. Une entreprise de récréation. »

— Francis Chenot, Jocaste III